# سايزو سايتو
سايزو سايتو (باليابانية: 斎藤 才三) (مواليد 24 سبتمبر 1908)، هو لاعب كرة قدم ياباني سابق كان يلعب كحارس مرمى. سبق له أن لعب مع منتخب اليابان.

## وصلات خارجية
- سايزو سايتو على موقع ناشيونال فوتبول تيمز (الإنجليزية)

- National Football Teams
- Japan National Football Team Database